# La Mezquitera (Guanajuato)
La Mezquitera es una localidad del estado mexicano de Guanajuato. Es parte del municipio de San Francisco del Rincón.

## Demografía
| Censo | Población |
| ----- | --------- |
| 2010  | 1 034     |
| 2020  | 1 118     |